# Сидоренки (Московская область)
Сидоренки — деревня в Серпуховском районе Московской области. Входит в состав Дашковского сельского поселения (до 29 ноября 2006 года входила в состав Райсемёновского сельского округа).

## Население
| 2002 | 2006 | 2010 | 2015 |
| ---- | ---- | ---- | ---- |
| 0    | ↗1   | ↘0   | →0   |

## География
Сидоренки расположены примерно в 30 км (по шоссе) на северо-запад от Серпухова, на правом берегу реки Нара, высота центра деревни над уровнем моря — 158 м. На 2016 год в деревне зарегистрировано 11 садовых товариществ и 1 гск.